# Euphorbia humayensis
Euphorbia humayensis là một loài thực vật có hoa trong họ Đại kích. Loài này được Brandegee mô tả khoa học đầu tiên năm 1905.